# Altın Kelebek
Die Altın Kelebek (dt.: Goldener Schmetterling; auch Altın Kelebek Ödülleri genannt) sind ein jährlich in der Türkei von der türkischsprachigen Tageszeitung Hürriyet vergebener Fernseh- und Musikpreis. Die Leser der Zeitung können die Gewinner wählen. Die erste Verleihung der Awards fand im Jahr 1972 statt. Im Jahr 2023 fand die 49. Verleihung statt.
Die Preisverleihung wird von den Fernsehsendern Kanal D und Teve2 übertragen.

## Derzeitige Kategorien
Die Altın Kelebek Ödülleri werden hauptsächlich in den beiden Sparten Fernsehen und Musik vergeben. Die darin aufgehenden unterschiedlichen Kategorien werden zum Teil nochmals nach Genres unterteilt. Es werden auch Ehrenpreise verliehen.
Fernsehen
| Kategorie                                         | Originalbezeichnung                 |
| ------------------------------------------------- | ----------------------------------- |
| Beste Moderatorin                                 | En İyi Kadın sunucu                 |
| Bester Moderator                                  | En İyi Erkek sunucu                 |
| Beste Nachrichtensprecherin                       | En İyi Kadın Haber Sunucusu         |
| Bester Nachrichtensprecher                        | En İyi Erkek Haber Sunucusu         |
| Beste Nachrichtensendung                          | En İyi Haber Program                |
| Beste Serie                                       | En İyi Yerli Dizi                   |
| Beste Hauptdarstellerin                           | En İyi Kadın oyuncu                 |
| Bester Hauptdarsteller                            | En İyi Erkek oyuncu                 |
| Beste Comedyserie                                 | En İyi Komedi Dizisi                |
| Beste Komikerin                                   | En İyi Kadın Komedi Oyuncusu        |
| Bester Komiker                                    | En İyi Erkek Komedi Oyuncusu        |
| Beste Spielshow                                   | En İyi Yarışma Programı             |
| Beste Talkshow                                    | En İyi Talk Show                    |
| Beste Sportsendung                                | En İyi Spor Programı                |
| Beste Boulevardmagazin                            | En İyi Magazin Programı             |
| Bestes zeitgenössisches Kultur- und Kunstprogramm | En İyi Güncel Kültür-Sanat Programı |

Musik
| Kategorie                                     | Originalbezeichnung                   |
| --------------------------------------------- | ------------------------------------- |
| Song des Jahres                               | Yılın En İyi Şarkısı                  |
| Beste Sängerin für türkische Popmusik         | En İyi Türk Pop Müziği Kadın Solist   |
| Bester Sänger für türkische Popmusik          | En İyi Türk Pop Müziği Erkek Solist   |
| Beste Sängerin für türkische Volksmusik       | En İyi Türk Halk Müziği Kadın Solist  |
| Bester Sänger für türkische Volksmusik        | En İyi Türk Halk Müziği Erkek Solist  |
| Beste Sängerin für klassische türkische Musik | En İyi Türk Sanat Müziği Kadın Solist |
| Bester Sänger für klassische türkische Musik  | En İyi Türk Sanat Müziği Erkek Solist |
| Beste Sängerin für extravagante Musik         | En İyi Fantezi Müzik Kadın Solist     |
| Bester Sänger für extravagante Musik          | En İyi Fantezi Müzik Erkek Solist     |
| Beste Newcomer (Person)                       | En İyi Çıkış Yapan Solist             |
| Beste Band                                    | En İyi Grup                           |
| Beste Newcomer (Band)                         | En İyi Çıkış Yapan Grup               |
| Bestes Musikvideo                             | En İyi Klip                           |

## Gewinner in den Musikkategorien

### Song des Jahres (Yılın Şarkısı)
- 2024: Ateşe Düştüm (von Mert Demir)
- 2023: Pişman Değilim (von Semicenk & Doğu Swag)
- 2022: Bi' Tek Ben Anlarim (von Köfn)
- 2021: Martılar (von Edis) und Bilmem Mi? (von Sefo)
- 2020: Ela (von Reynmen)
- 2018: Heyecanı Yok (von Gazapizm)
- 2017: Beni Çok Sev (von Tarkan)
- 2016: Bağdat (von Ayla Çelik)
- 2015: Bangır Bangır (von Gülşen)
- 2014: Yatcaz Kalkcaz Ordayım (von Gülşen)
- 2013: Türkan (von Demet Akalın)
- 2012: Yakar Geçerim (von Ajda Pekkan)
- 2011: Sevdanın Son Vuruşu (von Tarkan)
- 2010: Sevişmeden Uyumayalım (von Sıla Gençoğlu)
- 2009: Düm Tek Tek (von Hadise)
- 2008: Evlerinin Önü Boyalı Direk (von Öykü Gürman)
- 2007: Dansöz (von Serdar Ortaç)
- 2006: İkili Delilik (von Sezen Aksu)
- 2005: Of Of (von Gülşen)

### Bestes Musikvideo (En İyi Klip)
- 2021: Deli Kız (von Buray)
- 2020: Mendilimde Kırmızım Var (von Mabel Matiz)
- 2018: Farkımız Var (von Hadise)
- 2017: Ya Bu İşler Ne (von Mabel Matiz)
- 2016: Mor (von Hande Yener)
- 2015: Bangır Bangır (von Gülşen)
- 2014: Yeniden (von Yalın)
- 2013: nicht vergeben
- 2012: Vay (von Sezen Aksu)
- 2011: Son Defa (von Emre Aydın)
- 2010: Yağmur (von Ceynur)
- 2009: Yalnızlık (von Gülben Ergen)
- 2008: Belki Bir Gün Özlersin (von Emre Aydın)
- 2007: Çakkıdı (von Kenan Doğulu)
- 2006: nicht vergeben
- 2005: İsyankar (von Mustafa Sandal)
- 2004: Dudu (von Tarkan)
- 2002: Sakın Ha (von Nez)
- 2001: Hüp (von Tarkan)
- 2000: Yalanın Batsın (von Hande Yener) und Elbette (von Candan Erçetin)
- 1999: Kardeşlik Türküsü (von Mahsun Kırmızıgül)

### Bester Pop-Sänger (En İyi Pop Müzik Erkek)
- 2024: Semicenk
- 2023: Edis
- 2022: Edis
- 2021: Edis
- 2020: Mabel Matiz
- 2018: Edis
- 2017: Tarkan
- 2016: Murat Boz
- 2015: Mustafa Ceceli
- 2014: Murat Boz
- 2013: Mustafa Ceceli
- 2012: Murat Boz
- 2011: Tarkan
- 2010: Yalın
- 2009: Serdar Ortaç
- 2008: Ferhat Göçer
- 2007: Serdar Ortaç
- 2006: Rafet el Roman
- 2005: Kayahan
- 2004: Kenan Doğulu
- 2002: İlhan Şeşen
- 2001: Tarkan
- 2000: Teoman
- 1999: Serdar Ortaç

### Beste Pop-Sängerin (En İyi Pop Müzik Kadın)
- 2024: Simge
- 2023: Melike Şahin
- 2022: Zeynep Bastik
- 2021: Hadise
- 2020: Hadise
- 2018: Aleyna Tilki
- 2017: Sezen Aksu
- 2016: Sıla Gençoğlu
- 2015: Sıla Gençoğlu
- 2014: Gülşen
- 2013: Göksel
- 2012: Ajda Pekkan
- 2011: Hande Yener
- 2010: Candan Erçetin
- 2009: Hadise
- 2008: Hande Yener
- 2007: Demet Akalın
- 2006: Sezen Aksu
- 2005: Sezen Aksu
- 2004: Yıldız Tilbe
- 2002: Sezen Aksu
- 2001: Sertab Erener
- 2000: Candan Erçetin
- 1999: Sezen Aksu

### Bester Newcomer (En İyi Çıkış Yapan Şarkıcı)
- 2024: Emre Fel und Bengü Beker und M Lisa
- 2023: Semicenk
- 2022: Köfn
- 2021: Burak Bulut & Kurtuluş Kuş
- 2020: Zeynep Bastik
- 2018: Ezhel
- 2017: Aleyna Tilki
- 2016: Derya Uluğ und Eypio
- 2015: Edis und Simge und İlyas Yalçıntaş
- 2014: İrem Derici und Mabel Matiz und Oğuzhan Koç
- 2013: Ece Seçkin und Aynur Aydın und Emre Kaya und Mehmet Erdem
- 2012: Gökçe und Halil Sezai
- 2011: Berkay und Can Bonomo
- 2010: Mustafa Ceceli und Atiye und Gökhan Türkmen und Soner Sarıkabadayı
- 2009: Murat Dalkılıç
- 2008: Mustafa Ceceli und Sıla Gençoğlu
- 2007: Murat Boz und Emre Aydın und Özgün
- 2006: Hadise
- 2005: Gülşen und Yalın
- 2004: Funda Arar
- 2002: Petek Dinçöz
- 2001: Gökhan Özen
- 2000: Hande Yener

### Beste Musikgruppe (En İyi Grup)
- 2024: Dedublüman
- 2023: Madrigal
- 2022: Dedublüman
- 2021: Madrigal
- 2020: Yüzyüzeyken Konuşuruz
- 2018: Athena
- 2017: Athena
- 2016: Gripin
- 2015: Model
- 2014: Duman
- 2013: Kolpa
- 2012: Model
- 2011: Gripin
- 2010: nicht vergeben
- 2009: nicht vergeben
- 2008: nicht vergeben
- 2007: nicht vergeben
- 2006: Duman
- 2005: Mor ve Ötesi
- 2004: Duman
- 2002: Athena
- 2001: Athena
- 2000: Grup Düş
- 1999: Ayna